# Armas Palamaa
Armas Palamaa, né le 31 octobre 1893 à Helsinki et mort le 15 mai 1973, est un sportif et un dirigeant sportif finlandais. Il a notamment remporté à cinq reprises le championnat de Pesäpallo.

## Biographie

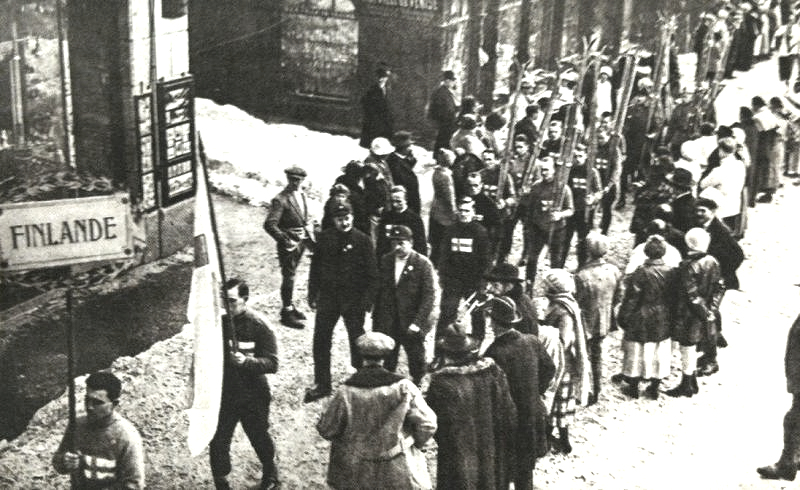
La délégation finlandaise lors de la cérémonie d'ouverture des jeux olympiques de Chamonix.

Il a été l'un des fondateurs du premier club de Pesäpallo, le Helsingin Pallonlyöjät (fi). Il a remporté le titre de Pesapallo (fi) avec son frère Gustaf Palamaa (fi).
En 1908, Armas Palamaa saute à Alppila à 28 mètres, ce qui est à l'époque, le record de Finlande de saut à ski. En 1914, il améliore son record en sautant à 33 mètres à Papula (fi). Le record tient jusqu'en 1923 où il est battu par Sulo Jääskeläinen .
En 1924, il est engagé sur le 18 km et le combiné nordique mais il doit déclarer forfait. Cependant, il est le porte-drapeau de sa délégation et fait cependant partie du jury du concours de saut du combiné.
Il est président de la Fédération finlandaise de ski en 1931 et en 1942. Il représente la Finlande lors des congrès de la FIS, lors des courses du Festival de ski d'Holmenkollen et lors des compétitions internationales.
Il a également présidé l'Helsingin Kisa-Veikot (fi) et l'Union cycliste de Finlande. Ensuite, il est le président de la Fédération nordique de cyclisme dans les années 50.

## Publications
- (fi) Armas Palamaa, « Mäenlaskukilpailut », Olympialaiskisat ennen ja Parisissa 1924. 1. osa,‎ 1924, p. 584-600
- (fi) Armas Palamaa, « Olympialaisten kisojen pyöräilykilpailut », Olympialaiskisat ennen ja Parisissa 1924. 2. osa,‎ 1924, p. 529-548
- (fi) Armas Palamaa, « tukholman Olympialaisten maantiepyöräily kilpailut », Olympialaiskisat ennen ja Parisissa 1924. 2. osa,‎ 1924, p. 549-554
- (en) Armas Palamaa et Birger Ruud, « Jumping and cross-country », The Ski Bulletin, vol. 8-9,‎ 1937 (lire en ligne)